# Castillo de Högestad
El Castillo de Högestad (en sueco: Högestads gods) es una propiedad en el municipio de Ystad en Escania, Suecia.

## Historia
Durante la Edad Media, la propiedad fue una posesión del Arzobispo de Lund. En 1635 fue propiedad del estadista danés Palle Rosenkrantz (1587-1642) quien construyó el edificio principal, una casa de piedra de dos plantas con escaleras. Carl Piper (1647-1716) y su esposa Christina Piper (1673-1752) compraron la finca en 1706.